# The Dad-Feelings Limited
«The Dad-Feelings Limited» (укр. «Обмежені почуття тата») — одинадцята серія тридцять другого сезону мультсеріалу «Сімпсони», прем'єра якої відбулась 3 січня 2021 року у США на телеканалі «Fox».

## Сюжет
Продавець коміксів, його дружина Куміко та родина Сімпсонів є головними героями двох паралельних історій. З одного боку, подружжя без дітей насолоджується спільною неділею, а тим часом Мардж і Гомер витрачають усі свої сили на святі для дітей. Зрештою, Сімпсони втікають на вечір вікторини у таверні Мо.
Під час вікторини вони приєднуються до команди Джеффа і Куміко і спільними знаннями перемагають. Після безладної вечері переможців Мардж запрошує Куміко до себе додому, щоб дати поради щодо способу життя із чоловіком-товстуном. У цей час Меґґі починає плакати, і Мардж просить Куміко подбати про неї, поки вона готує пляшечку для годування. Куміко не знайома із поводженням з дітьми, однак вона співає Меґґі японську колискову, що заспокоює малечу. Мардж зауважує, наскільки Куміко ― природжена мати. Тієї миті в Куміко виникає непереборне бажання народити дитину. Однак, провівши своє життя з дітьми в «Башті Андроїда», продавець коміксів каже, що не хоче.
Мардж і Гомер вирішують допомогти парі, підказавши, якими хорошими можуть бути дітьми. На Спрінґфілдському кладовищі вечір кіно, і Гомер просить Барта і Лісу показати Альбертсонам, які вони хороші. Під час показу фільму «Вперед у минуле», Джефф сердиться, коли діти дивляться щось у телефонах, що розчаровує Куміко. Після насильного перегляду фільму Барт і Ліса щиро говорять, наскільки він їм сподобався, і це розчулює продавця коміксів, який чекав уїдливого сарказму.
Тим часом Гомер і Мардж заходять у платиновий склеп, де починають кохатися, але невдовзі застрягають у склепі. Коли після показу діти й Альбертсони шукають Сімпсонів, діти лякаються і притуляються до Джеффа. Однак, розгублений, він втікає…
Розлючена Куміко розповідає, що продавець коміксів втік туди до дому свого дитинства, де живе його батько, поціновувач поштових марок. Дівчина каже Гомера та Мардж повернути її чоловіка. Коли вони йдуть до нього додому, оповідачем розповідається історія дитинства продавця коміксів…
Джефф жив в оточенні бездітних членів сім'ї, які витрачали свій час на колекціонування речей замість того, щоб любити його. Мардж намагається переконати його повернутися, але той відмовляється. Мардж бере до рук фотографію Джеффа у бейсбольній команді.
Оповідач продовжує розповідати про те, як хлопець зацікавився бейсболом, але команда ніколи не дозволяла йому грати. Аж ось під час великої гри, коли інші пітчери отримали травми, його викликали на поле. Однак, батька Джеффа там не було, і хлопець провалив свої подачі, а товариші по команді викинули його на смітник. У смітті також було викинуто багато коміксів, тож Джефф змінив своє захоплення, ставши продавцем коміксів.
Мардж сперечається з батьком через те, що він не любить сина. Поціновувач поштових марок пояснює, що того дня купував сину бейсбольний м'яч з автографом Сенді Куфакса як колекційний предмет на випадок програшу. Примирившись, батько із сином грають з м'ячем у коробці.
У фінальній сцені після досвіду, що змінив життя, продавець коміксів повертається до дружини (у костюмі сексуальної фатазії Куміко), готовий мати дітей.

## Виробництво
Серія вийшла о 21:00 замість звичного слоту 20:00.
У червні 2020 року (на хвилі антирасистських акцій Black Lives Matter) творці мультсеріалу заявили, що заборонять білим акторам озвучувати небілих персонажів. Через це починаючи з цієї серії, Дженні Йокоборі почала озвучувати Куміко, перейнявши роль від Тресс Мак-Нілл.
Було вирізано репліку Мардж, в якій вона просила соус для свого рамена.
Спочатку поціновувач поштових марок мав голос, схожий на голос Другого Номера Боба, але після того, як продюсер Браян Кауфман помітив це, Ден Екройд змінив його на «більш занудний».
Команда хотіла анімувати послідовність спогадів у стилі Веса Андерсона у техніці захоплення руху, але обмеження за часом не дозволили цього зробити.

## Цікаві факти та культурні відсилання
- Назва серії — відсилання до драмеді 2007 року «The Darjeeling Limited» режисера Веса Андерсона.
  - Передісторія продавця коміксів — пародія на стиль робіт Андерсона[6][7].
- У серії ламається «четверта стіна», коли Мардж вступає в дискусію з оповідачем, озвученим Бобом Балабаном[3].

## Ставлення критиків і глядачів
Під час прем'єри серію переглянули 3,92 млн осіб з рейтингом 1.3, що зробило її найпопулярнішим шоу на каналі «Fox» тієї ночі.
Тоні Сокол з «Den of Geek» дав серії чотири з половиною з п'яти зірок, сказавши, що серія — «we дуже тепле втілення серіалу, але воно має підступне серце. Що робить це таким смішним, так це те, як добре воно виглядає на рукаві».
Джессі Берета із сайту «Bubbleblabber» оцінила серію на 7,5/10, сказавши:
|  | Ця історія була важчою за комедійний ситком, але вона розглядає деякі основні теми, як-от батьківство та нехтування дитинством. Серія обробляє ці тони з деякими гумористичними моментами. Тим часом зміна стилю передісторії продавця коміксів допомогла зробити цей епізод чимось унікальним. |

Наприкінці 2021 року видання «New York Times» включило серію до списку найкращих телевізійних епізодів року.
Серію було номіновано на премію «Еммі» в категорії «Найкраща анімаційна передача» 2021 року.
Згідно з голосуванням на сайті The NoHomers Club більшість фанатів оцінили серію на 4/5 із середньою оцінкою 4,2/5.